# Giuseppe Monti
Giuseppe Monti (* 27. November 1682 in Bologna, Kirchenstaat; † 29. Februar 1760 ebenda) war ein italienischer Botaniker.

## Leben und Wirken
Giuseppe Monti ist der Sohn von Antonio Bolognese. Am 29. Oktober 1720 wurde er Assistent des Professors für Naturgeschichte Ferdinando Antonio Ghedini (1684–1768).
Den Doktortitel der Philosophie erhielt er am 17. April 1722.
Am 3. Juli 1722 wurde Monti als Nachfolger Ghedinis zum Professor für Naturgeschichte an der Universität Bologna berufen und übernahm im selben Jahr auch das Amt des verstorbenen Lelio Triumfetti (1647–1722) als Direktor des Botanischen Gartens Bologna. Am 20. April 1736 wurde ihm der Lehrstuhl für Botanik des Botanischen Gartens übertragen.
Monti war ein Anhänger des Diluvianismus. Er beschrieb sehr detailliert zahlreiche Fossilien (z. B. 1719 in De monumento diluviano ... den fossilen Kieferknochen eines Nashorns) und gehört zu den Wegbereitern der modernen Paläontologie. Das von ihm organisierte Musaeum Diluvianum ist das älteste öffentliche paläontologische Museum.
Sein umfangreiches Herbarium umfasst etwa 10.000 Bögen mit 2523 verschiedenen Arten die aus 736 Gattungen stammen.
Sein Sohn Gaetano Lorenzo Monti (1712–1797) übernahm nach seinem Tod seine Ämter.

## Ehrentaxon
Pier Antonio Micheli benannte ihm zu Ehren die Gattung Montia aus der Pflanzenfamilie der Portulakgewächse  (Portulacaceae). Carl von Linné übernahm später diesen Namen.

## Schriften (Auswahl)
- De monumento diluviano nuper in agro Bononiensi detecto : dissertatio in qua permultae ipsius inundationis vindiciæ, a statu terræ antediluvianae & postdiluvianæ desumptae. 1719 (online).
- Catalogi stirpium agri Bononiensis prodromus gramina ac hujusmodi affinia complectens. Bologna 1719 (online).
- Plantarum varii indices ad usum demonstrationum quae in Bononiensis Archigymnasii Publico Horto quotannis habentur. Iis praefixa est dissertatio ibidem habita anno MDCCXXIII ad easdem demonstrationes auspicandas. 1724.
- Exoticorum simplicium medicamentorum varii indices ad usum exercitationum quæ in Bononiensi scientiarum & artium singulis hebdomadis habentur. 1724.
- Plantarum genera a botanicis instituta juxta Tournefortii methodum ad proprias classes relata. 1724.
- Indices botanici et materiae medicae quibus plantarum genera hactenus instituta. 1753. – mit seinem Sohn Gaetano Lorenzo Monti